# Barretos (Guanajuato)
Barretos es una localidad del estado mexicano de Guanajuato. Es parte del municipio de León.

## Demografía
| Gráfica de evolución demográfica |
|                                  |

| Censo | Población |
| ----- | --------- |
| 1900  | 300       |
| 1910  | 502       |
| 1921  | —         |
| 1930  | 342       |
| 1940  | 353       |
| 1950  | 396       |
| 1960  | 490       |
| 1970  | 547       |
| 1980  | 843       |
| 1990  | 1 042     |
| 2000  | 1 251     |
| 2010  | 1 658     |
| 2020  | 2 025     |